# Concertul pentru vioară (Korngold)
Erich Wolfgang Korngold a compus Concertul pentru vioară în Re major, Op. 35 în 1945.

## Instrumentație
Lucrarea este scrisă pentru orchestră foarte mare. În afară de vioară solo, concertul necesită două flauturi (plus piculină), două oboaie (plus corn englez), două clarinete, un clarinet bas, doi fagoți (plus un contrafagot), patru corni, două trompete, trombon, harpă, coarde plus percuție care cuprinde timpan, tobă bas, cinele, gong, clopote tubulare, glockenspiel, vibrafon, xilofon și celestă.

## Structură
Ca și majoritatea concertelor, lucrarea este structurată în trei părți:
1. Moderato nobile: Solo-ul de vioară magnific ce deschide concertul este o temă din filmul Another Dawn (1937), ce se desfășoară pe două octave în cinci note. Juarez (1939) este a doua temă, mult mai expandată ce se bazează mai mult pe orchestră.
2. Romanze: Un clarinet solo introduce tema principală a părții lente, temă preluată din filmul Anthony Adverse (1936) și este reluată după o secțiune de mijloc ce pare să fi fost compusă special pentru acest concert.
3. Allegro assai vivace: Cea mai dificilă parte pentru solist începe cu un staccato ce evolouează spre a doua temă bazată pe un motiv din filmul The Prince and the Pauper (1937) și se dezvoltă spre un final virtuos.

O interpretare tipică a concertului durează aproximativ 25 de minute.

## Aspecte generale

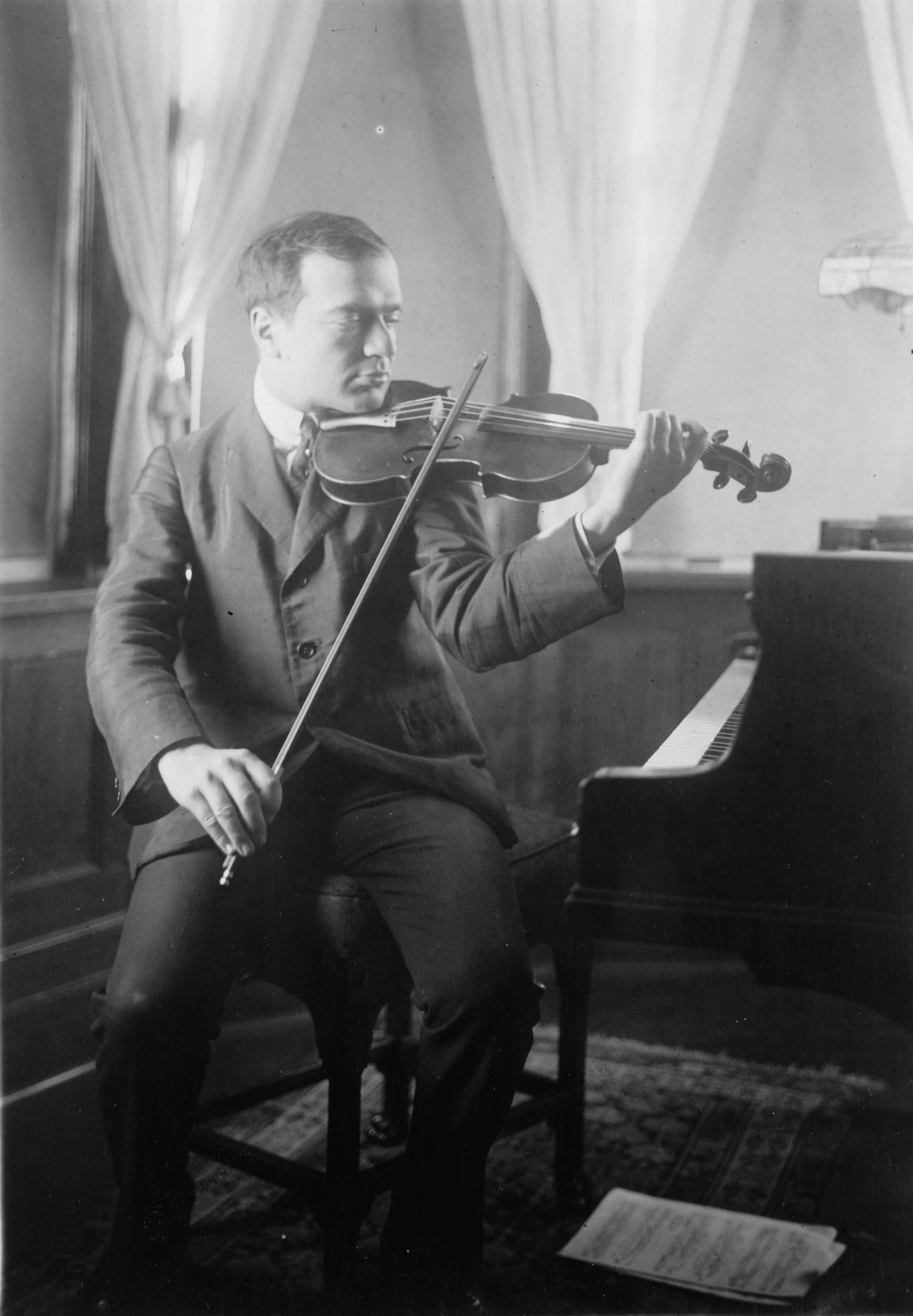
Bronislaw Huberman, cel care l-a convins pe Korngold să compună Concertul pentru vioară.

Korngold a promis să compună doar muzică de film, cu care se sprijinea pe sine și pe familia sa, până la căderea lui Hitler de la putere. La sfârșitul celui de-Al Doilea Război Mondial s-a retras din muzica de film pentru a compune muzică pentru sala de concert. Concertul pentru vioară a fost prima lucrare pe care Korngold a compus-o după retragerea din muzica de film, lucrare compusă după convingerea violonistului Bronislaw Huberman. Korngold a fost afectat de prezumția că un compozitor de muzică de film celebru este unul care și-a vândut integritatea Hollywood-ului, așa cum înainte a fost afectat de ideea criticilor că muzica sa este interpretată doar datorită faptului că este fiul criticului de muzică Julius Korngold. A fost hotărât să își demonstreze calitățile creând o lucrare ce să combine vitalitatea cu măiestria.
Concertul a fost dedicat lui Alma Mahler, văduva mentorului lui Korngold din copilărie, Gustav Mahler. Concertul a avut premiera la data de 15 februarie 1947 în interpretarea lui Jascha Heifetz și a Orchestrei Simfonice din Saint Louis, sub bagheta lui Vladimir Golschmann. A primit cea mai entuziastă ovație din istoria concertistică a orașului Saint Louis. La 30 martie 1947 Heifetz a interpretat concertul la Carnegie Hall cu Orchestra Filarmonică din New York sub bagheta lui Efrem Kurtz.
Interpretarea lui Heifetz a lansat lucrarea în repertoriul standard iar în scurt timp a devenit cea mai celebră lucrare a lui Korngold. Totuși, faima concertului, combinată cu asocierea lui Korngold cu muzica de film de la Hollyood, i-au acoperit faima lucrărilor concertistice pe care Korngold le-a compus înainte de venirea sa în Statele Unite.
Deși Korngold este creditat pentru introducerea limbajului muzical sofisticat în peisajul muzical de la Hollywood, s-a întâmplat și un aspect invers. Ca și în celelalte lucrări compuse pentru sala de concert, concertul pentru vioară preia material tematic din coloanele sale sonore în fiecare din cele trei părți.